# Тед Лигети
Теодор Шарп „Тед“ Лигети (енгл. Theodore Sharp „Ted“ Ligety; Солт Лејк Сити, 31. август 1984) амерички је алпски скијаш. Освајач је златних медаља са Олимпијских игара и Светских првенстава и четвороструки победник Светског купа у поретку велеслалома.

## Биографија
Тед Лигети је одрастао у Парк Ситију у Јути. Почео је да скија када је имао две а да се такмичи са десет година. Похађао је Школу за зимске спортове у Парк Ситију (енгл. The Winter Sports School in Park City).
У Светском купу је дебитовао 22. новембра 2003. у Парк Ситију. На тој трци велеслалома није успео да се квалификује за другу вожњу.

### Сезона 2005/06.
Током наредне сезоне такмичио се само у слалому где му је најбољи пласман било 10. место. Ту сезону је завршио на 24. месту у поретку слалома и на 86. месту у укупном поретку. Наредне сезоне Лигети је остварио велики напредак с обзиром да се први пут пласирао на победничко постоље, у трци слалома 22. децембра 2005. у Крањској Гори. Те сезоне је остварио и своју прву победу у Светком купу, 5. марта 2006. у Јонгпјонгу, у трци велеслалома. На Зимским олимпијским играма 2006. освојио је златну медаљу у комбинацији. Тако је постао први Американац који је освојио златну медаљу после Олимпијских игара у Лилехамеру 1994. када је то учинио Томи Мо и четврти Американац који је освојио златну медаљу у алпском скијању, пре њега су то учинили Томи Мо, Фил Мер и Бил Џонсон. На овим Олимпијским играма Лигети се такмичио и у слалому и у велеслалому али у тим дисциплинама није успео да заврши обе вожње. Сезону је завршио на деветом месту у укупном поретку и на четвртом месту у поретку слалома, 12. у поретку велеслалома и 13. у поретку за комбинацију.

### Сезона 2006/07.
Током лета 2006. Лигети је променио произвођача скија, прешавши са Фелкла на Росињол. Иако се током сезоне 2006/07. такмичио у свих пет дисциплина остварио је само два пласмана међу прва три, друго место у слалому у Алта Бадији и треће место у велеслалому у Бивер Крику. Такмичење у поретку за Светски куп је окончао на једанаестом месту, док је у велеслалому био осми.

### Сезона 2007/08.
У сезони 2007/08. Лигети је освојио први мали кристални глобус у велеслалому. До тог успеха је стигао захваљујући победама на последње две трке велеслалома у Крањској Гори и Бормију. Такође је забележио и четири пласмана међу прва три: друго и треће место у велеслалому и два трећа места у слалому. У поретку слалома је био девети док је у поретку за комбинацију био седми. У укупном поретку је био пети.

### Сезона 2008/09.
У сезони 2008/09. Лигети је остварио једну победу у велеслалому, 28. фебруара 2009. у Крањској Гори. На Светском првенству у Вал д'Изеру 2009. освојио је бронзану медаљу велеслалому. Сезону је завршио као трећепласирани у поретку велеслалома и девети у укупном поретку.

### Сезона 2009/10.
У сезони 2009/10. Лигети је по трећи пут узастопно победио у велеслалому у Крањској Гори. Сезону је завршио освојивши други мали кристални глобус у каријери, док је у укупном поретку био седми. На Олимпијским играма 2010. у Вислеру био је девети у велеслалому и пети у комбинацији.

### Сезона 2010/11.
Након што се четири сезоне такмичио користећи скије произвођача „Росињол“, од ове сезоне почео је да се такмичи на скијама фирме „Хед“. У сезони 2010/11. Лигети је остварио победе у велеслалому у Бивер Крику, Вал д'Изеру и Алта Бадији. На Светском првенству 2011. у Гармиш-Партенкирхену освојио је златну медаљу у велеслалому. Сезону је завршио освајањем трећег кристалног глобуса у велеслалому.

### Кристални глобуси
| Сезона    | Дисциплина |
| --------- | ---------- |
| 2007/08.. | Велеслалом |
| 2009/10.. | Велеслалом |
| 2010/11.. | Велеслалом |
| 2012/13.. | Велеслалом |
| 2013/14.. | Велеслалом |

### Победе у Светском купу
25 победа (24 у велеслалому, 1 у комбинацији)
| Сезона    | Датум              | Место        | Дисциплина       |
| --------- | ------------------ | ------------ | ---------------- |
| 2005/06.  | 5. март 2006.      | Јонгпјонг    | Велеслалом       |
| 2007/08.  | 8. март 2008.      | Крањска Гора | Велеслалом       |
| 2007/08.  | 14. март 2008.     | Бормио       | Велеслалом       |
| 2008/09.  | 28. фебруар 2009.  | Крањска Гора | Велеслалом       |
| 2009/10.  | 29. јануар 2010.   | Крањска Гора | Велеслалом       |
| 2010/11.  | 5. децембар 2010.  | Бивер Крик   | Велеслалом       |
| 2010/11.  | 11. децембар 2010. | Вал д'Изер   | Велеслалом       |
| 2010/11.  | 19. децембар 2010. | Алта Бадија  | Велеслалом       |
| 2011/12.  | 23. октобар 2011.  | Зелден       | Велеслалом       |
| 2011/12.  | 6. децембар 2011.  | Бивер Крик   | Велеслалом       |
| 2011/12.  | 10. март 2011.     | Крањска Гора | Велеслалом       |
| 2012/13.  | 28. октобар 2012.  | Зелден       | Велеслалом       |
| 2012/13.  | 2. децембар 2012.  | Бивер Крик   | Велеслалом       |
| 2012/13.  | 16. децембар 2012. | Алта Бадија  | Велеслалом       |
| 2012/13.  | 12. јануар 2013.   | Аделбоден    | Велеслалом       |
| 2012/13.  | 9. март 2013.      | Крањска Гора | Велеслалом       |
| 2012/13.  | 16. март 2013.     | Ленцерхајде  | Велеслалом       |
| 2013/14.. | 27. октобар 2013.  | Зелден       | Велеслалом       |
| 2013/14.. | 8. децембар 2013.  | Бивер Крик   | Велеслалом       |
| 2013/14.. | 18. јануар 2014.   | Венген       | Суперкомбинација |
| 2013/14.. | 2. фебруар 2014.   | Санкт Мориц  | Велеслалом       |
| 2013/14.. | 8. март 2014.      | Оре          | Велеслалом       |
| 2013/14.. | 15. март 2014.     | Ленцерхајде  | Велеслалом       |
| 2014/15.. | 7. децембар 2014.  | Бивер Крик   | Велеслалом       |
| 2015/16.. | 25. октобар 2015.  | Зелден       | Велеслалом       |